# Мойра Фоули-Дойл
Мойра Фоули-Дойл (на английски: Moïra Fowley-Doyle) е ирландска писателка на произведения в жанра фентъзи, хорър и любовен роман за юноши.

## Биография и творчество
Мойра Фоули-Дойл е родена в Дъблин, Ирландия. Баща ѝ е ирландец, а майка ѝ французойка. Семейството ѝ живее известно време във Франция. Опитва да пише от 8-годишна, когато ѝ казват да напише история за паяци, за да не се страхува от тях. Завършва ирландска и френска литература в Тринити Колидж в Дъблин. Започва да пише фентъзи през 2012 г. по време на втората си бременност и Националния месец за писане на романи (NaNoWriMo).
Първият ѝ роман „Сезонът на злополуките“ е издаден през 2015 г.
Мойра Фоули-Дойл живее със семейството си в Дъблин.

## Произведения

### Самостоятелни романи
- The Accident Season (2015)
Сезонът на злополуките, изд.: „Егмонт България“, София (2016), прев. Анелия Янева
- Spellbook of the Lost and Found (2017)
- All the Bad Apples (2019)